# كوري باين
كوري باين (بالإنجليزية: Corey Payne)‏ هو لاعب دوري الرغبي أسترالي، ولد في 7 مايو 1984 في سيدني في أستراليا.